# Arbre de la paix
L’arbre de la paix (encore appelé Fekeng, Kpenken, Fekang) en « pays Bamiléké » est présent dans presque toutes les concessions à l’ouest du Cameroun. 

## Description

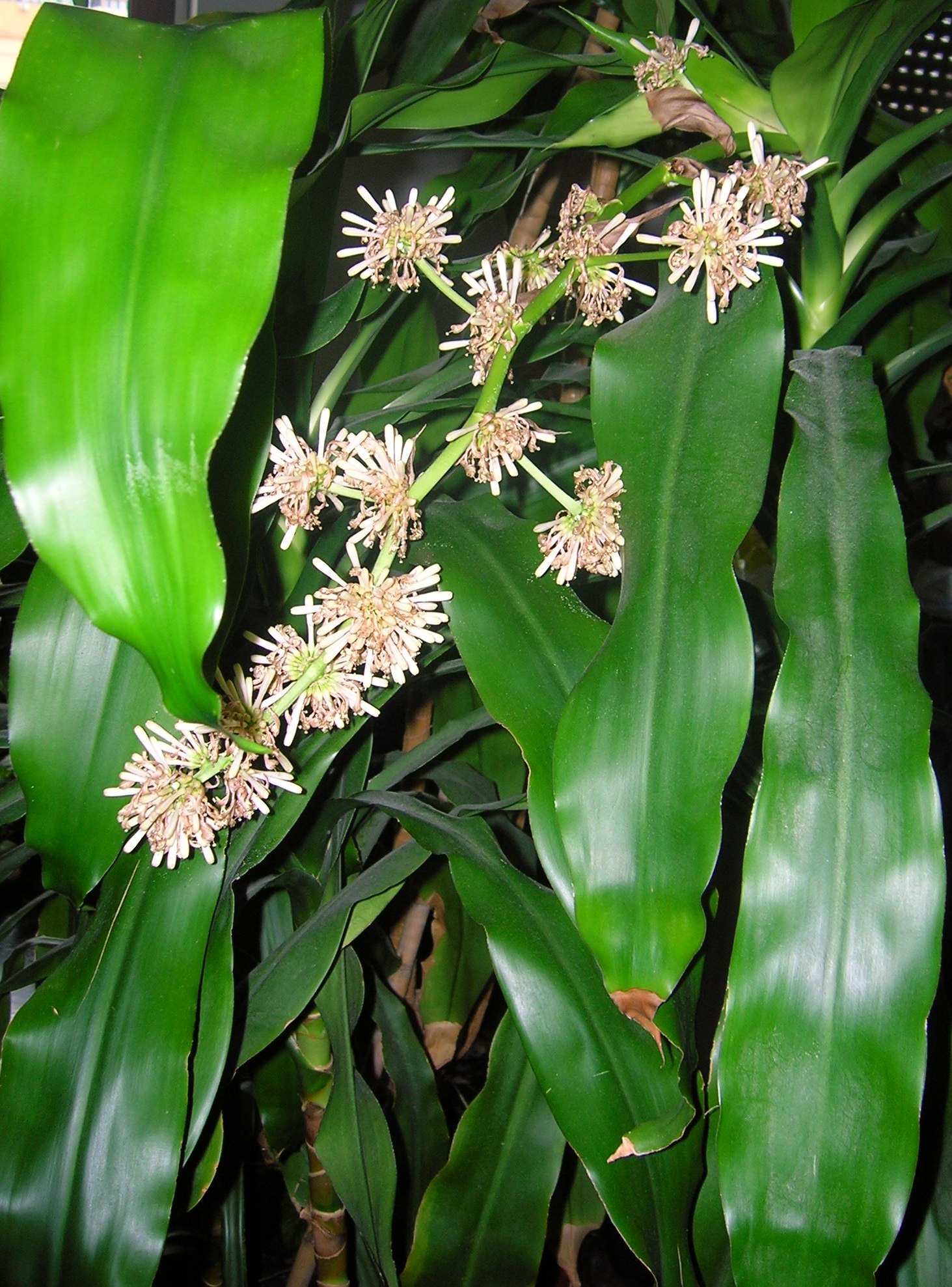
Fleur de Dracaena fragrans

C'est une plante verte aux feuilles minces et longues, une variété de l'espèce Dracaena fragrans. 

## Usages
Cet arbre rythme la plupart des cérémonies traditionnelles. 
Pour fêter les jumeaux d’abord. Après leur naissance, la mère doit l’enjamber au niveau de la porte d’entrée, avec ses nouveau-nés dans les bras, pour regagner sa maison.
Lors du mariage coutumier, les parents de la mariée offrent l’arbre de la paix au couple, accompagné de jujube, appelé aussi fruit de la paix. 
Le couple doit alors le déposer dans son lit, une façon de quérir la paix dans le ménage, ou alors de demander des jumeaux aux ancêtres, car ceux-ci apportent la paix dans les foyers.
Pendant les funérailles, avant l’enterrement, ils le jettent dans la tombe.  
Il sert aussi à la réconciliation, et est supposé éloigner les mauvais esprits. 
Les Bamilékés le plantent donc partout ; et, depuis peu, il décore même l’intérieur des maisons.